# Gregarina salpae
Gregarina salpae is een soort in de taxonomische indeling van de Myzozoa, een stam van microscopische parasitaire dieren. Het organisme komt uit het geslacht Gregarina en behoort tot de familie Gregarinidae. Gregarina salpae werd in 1965 ontdekt door Ormieres.